# Marabal (paroisse civile)
Pour les articles homonymes, voir Marabal.
Marabal est l'une des cinq paroisses civiles de la municipalité de Mariño dans l'État de Sucre au Venezuela. Sa capitale est Marabal.